# みんなで!ニコリッチ
「みんなで！ニコリッチ」は、2012年11月3日から、2014年3月まで東京メトロポリタンテレビジョン（TOKYO MX）で放送していた子供番組。毎回数名の一般視聴者の子供が出演し、歌・ダンス・英語・アート・おもちゃなど、遊んだり学んだりできる様々なコーナーで構成されている。制作は東京メトロポリタンテレビジョンと玩具等の開発メーカーのジョイパレット。

## 出演者

### ニコット星の見習いヒーローたち
- ローヒー
御茶ノ水男子（しいはしジャスタウェイ）（よしもとクリエイティブ・エージェンシー）

- ニコニコメーターロボサトウ
御茶ノ水男子（佐藤英昭）（よしもとクリエイティブ・エージェンシー）

- カトちゃん
アユミカトリーナ（スターダストプロモーション、2012年11月3日 - 2013年11月30日出演）

- あゆみん
水越朝弓（スターダストプロモーション、2013年12月7日 - 出演）

### ニコット星の先輩ヒーロー
- ヤポンスキーこばやし画伯（ワタナベエンターテインメント）

- あづちゃん（家泉あづさ・バルーンアーティスト）

### その他
- ニコリッチ＝えがおのこどもたち（一般応募の参加者）

## 内容
- 歌って踊ろう（担当：カトちゃん）

ガーナ民謡「チェッチェッコリ」を当番組独自の歌詞で歌う。歌詞には「笑顔」を表す英語、中国語、ポルトガル語、ドイツ語、ロシア語の言葉が入っている。
- 絵かきうた教室（担当：ヤポンスキーこばやし画伯）
- バルーンアート（担当：あづちゃん）
- おもちゃであそぼう

2チームに分かれて、おもちゃを使った対決をする。使われるおもちゃは、ジョイパレットの「おおきなトントン」、「ピッピレジーナ」、「色合わせカードゲーム」など。
- おしゃべりイングリッシュ（担当：カトちゃん）

ジョイパレットのおもちゃ「おしゃべりイングリッシュ」を使って言葉をおぼえたり、「Head, Shoulders, Knees and Toes」（曲は「ロンドン橋落ちた」）を歌ったりする。
- 超ゼンマイロボ パトラッシュ

2013年12月7日開始。日本アニメーション制作の短編アニメ。
- ピクレレ

『パトラッシュ』と同日開始。MMDGP制作の短編アニメ。

## スタッフ
- きじゅつきょうりょく＝コスモスペース
- せいさくきょうりょく＝JCTV
- AD＝OAごとに変更
- ディレクター＝こんどうしんや（近藤伸哉）
- えんしゅつ＝わがつまけんじ（我妻賢二）
- プロデューサー＝もめんこうへい（木綿幸平）
- とうかつ＝かわなこうじ（川名浩二）
- いしょうでざいん（ごあきうえ）
- メインスタッフは同局で2012年まで放送されていたU・LA・LAナナパチのスタッフが担当している